# 369e régiment d'infanterie (États-Unis)
Pour les articles homonymes, voir 369e régiment.
Le 369e régiment d'infanterie, auparavant appelé jusqu'en mars 1918, 15e régiment de la Garde nationale de New York, est une unité militaire américaine. C'est le régiment le plus connu comportant des hommes noirs durant la Première Guerre mondiale. Ces soldats sont mieux connus sous le surnom des « Harlem Hellfighters », des « Black Rattlers » (« Serpents à sonnette noirs ») en référence à leur insigne, ou encore des « Men of Bronze ».

## Historique
Entre 1917 et 1918, 367 000 soldats afro-américains sont mobilisés. Sur ce nombre, 100 000 débarquent en France et 40 000 vont au front. Ils sont essentiellement dans les 92e (« les Buffles ») et 93e divisions d'infanterie (« les Casques bleus »), dont fait partie le 369e régiment d'infanterie. Ce régiment comporte également des Portoricains. À noter que le 371e régiment et le 372e régiment de la 93e division sont intégrés à la Division Main rouge (Red Hand Division) du général Français Mariano Goybet.

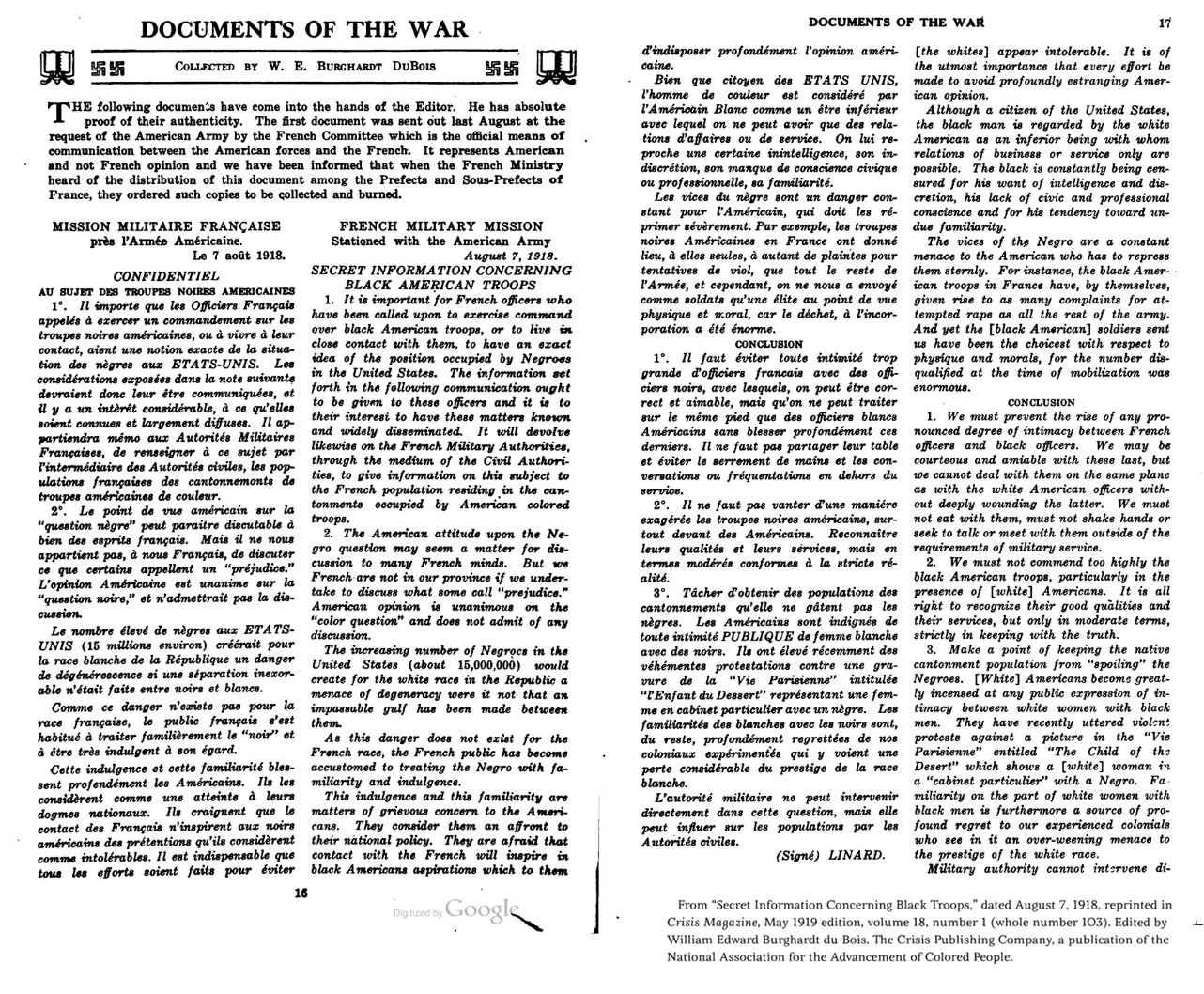
Linard, Mission militaire française près l’armée américaine - Au sujet des troupes noires américaines (dit Circulaire Linard), le 7 août 1918.

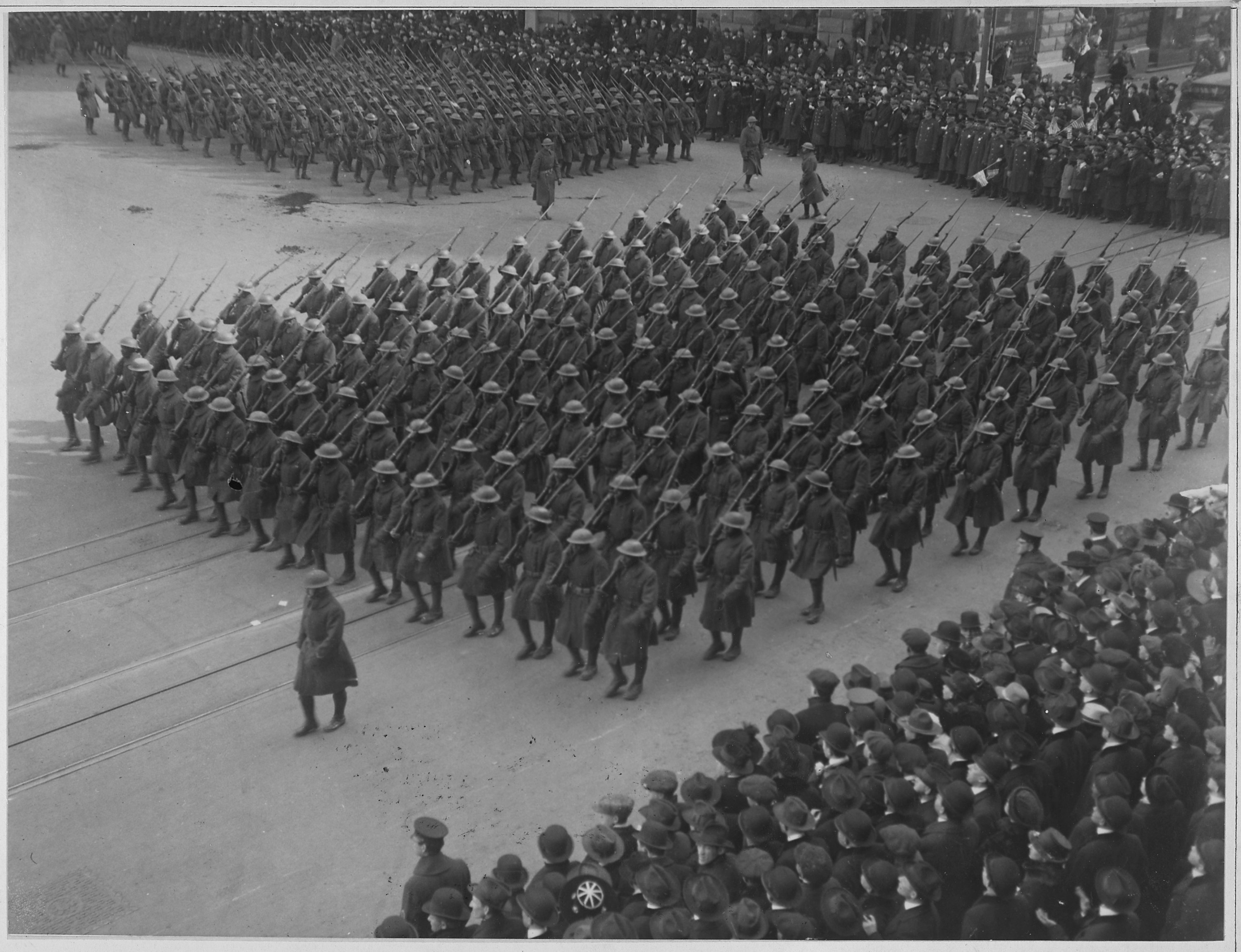
Le d'infanterie défilant à New York en février 1919.

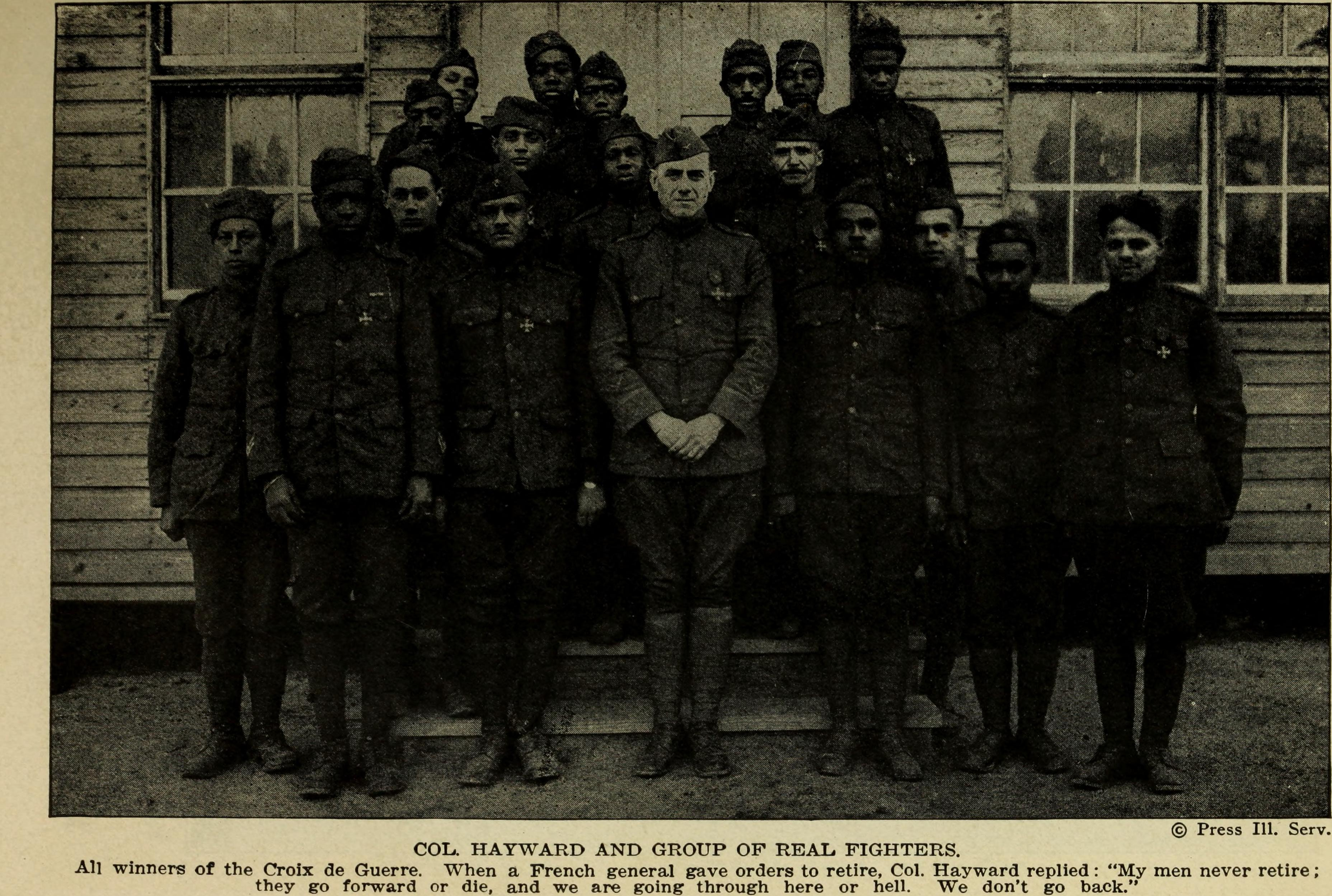
Dix neuf d'entre eux dont Henry Johnson et le colonel William Hayward, les real figthers, décorés de la croix de guerre.

Ces soldats noirs sont moins bien entraînés, habillés et nourris que leurs homologues blancs. L'administration du président des États-Unis Woodrow Wilson étant réticente à les enrôler dans l'armée et ne leur montrant aucune estime, ils sont ainsi à leur arrivée en janvier 1918, relégués à des tâches de soutien (travaux de manutention ou de ravitaillement). Le général John Pershing, commandant en chef des forces américaines, envoie même une note secrète aux militaires français intitulée Secret Information Concerning Black American Troops dans laquelle il évoque le « manque de conscience civique et professionnelle » des soldats noirs, qui constituerait une « menace constante pour les Américains ».
Néanmoins, les militaires français ne prennent pas en compte cet avertissement et le maréchal Ferdinand Foch, commandant-en-chef des forces alliées, exige que le régiment soit incorporé aux troupes françaises. Les Français avaient en effet connu beaucoup de succès avec les Africains de leurs colonies et manquaient de troupes.
Le régiment qui dépend à l'origine de la garde nationale des États-Unis débarque à Brest le 27 décembre 1917 et fait un défilé remarqué lorsque son orchestre d'une soixantaine de membres dirigé par James Reese Europe joue la Marseillaise puis d'autres titres sur un air de jazz. Le 12 février 1918, l'orchestre des Harlem Hellfighters, dirigé par James Reese Europe, donne le premier concert de jazz sur le continent européen sur les marches puis dans le théâtre Graslin à Nantes,.
En mars 1918, il prend sa nouvelle désignation et, en juillet 1918, coiffés du casque Adrian, les « Harlem Hellfighters » sont ainsi incorporés à la 161e division d'infanterie française (D.I.), sous le commandement direct des Français. Ils opérèrent notamment en Champagne et en Alsace, se battant sur le front pendant 191 jours, soit plus que tous les autres soldats américains. C'est aussi la première unité alliée à franchir le Rhin. Leur surnom de « Harlem Hellfighters » leur est donné par les Allemands, surpris par leur courage. Environ 1 500 d'entre eux périssent au combat. Le régiment quitte la 161e D.I. le 18 décembre 1918 en vue de son retour aux États-Unis.
Après la guerre, le gouvernement français décerne au régiment la croix de guerre décorée d'une étoile d'argent pour la prise de Séchault. Ce sont les premiers Américains à avoir été ainsi décorés de la Croix de guerre française. Des distinctions à titre individuel sont également décernées à 171 d'entre eux.
Pourtant, sous la pression des autorités américaines, le régiment n'est pas autorisé à parader dans les rues de Paris. Grâce au colonel William Hayward, et malgré les réticences du commandement américain, les « Harlem Hellfighters » peuvent tout de même défiler sur la Cinquième Avenue de New York à leur retour en février 1919. Ils marchent devant une foule immense, au son de leur orchestre de jazz, dirigé par James Reese Europe.

## Postérité

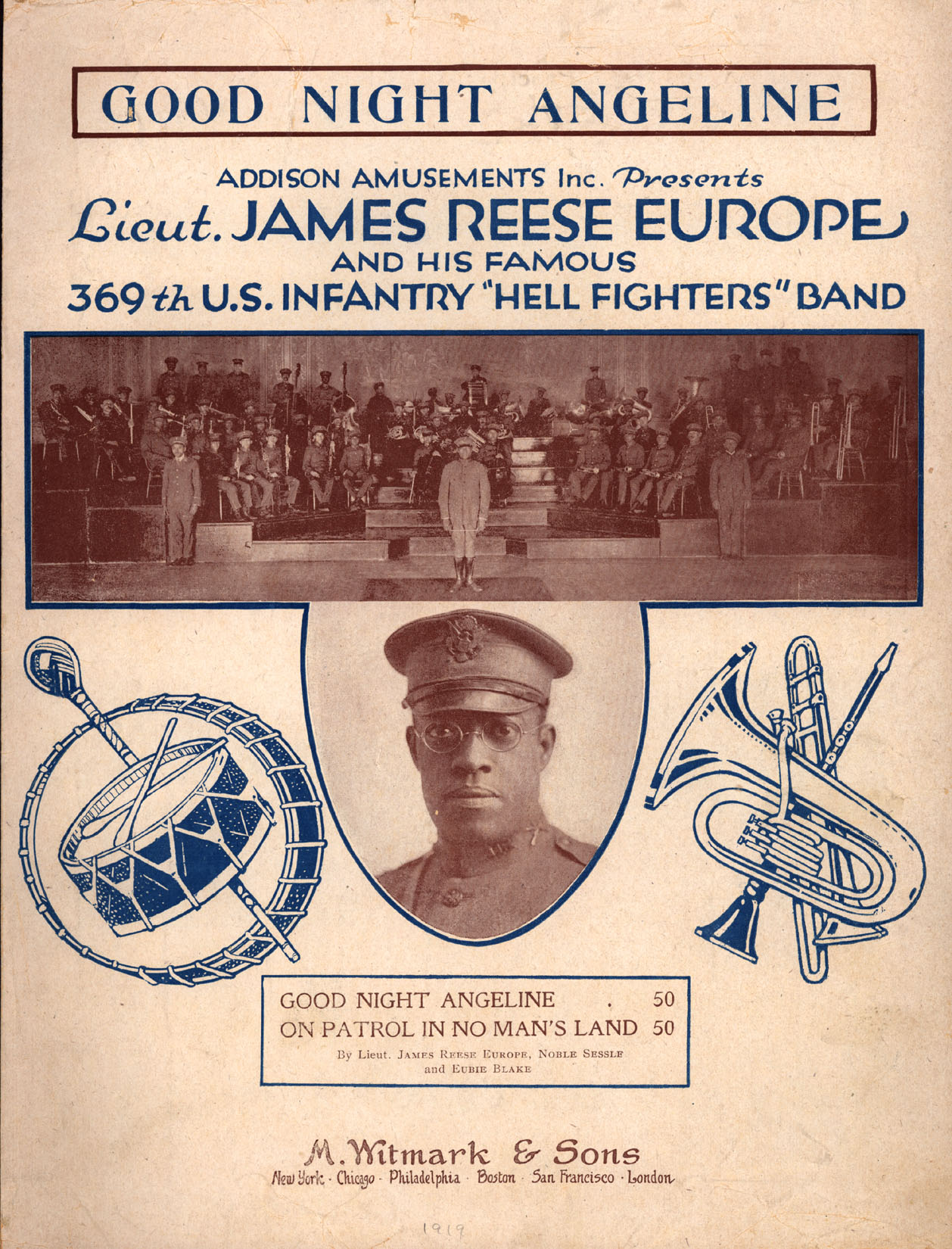
Prospectus mettant en avant James Reese Europe.

Une stèle rend hommage au régiment à Séchault,.
En avril 2014, l'auteur américain Max Brooks leur rend hommage dans un récit de fiction en bande-dessinée, The Harlem Hellfighters, illustré par Caanan White. Le 21 octobre 2016 sort le jeu vidéo Battlefield 1 dont la campagne rend hommage aux Harlem Hellfighters en les mettant en scène en introduction. Un des membres de l'unité sert de narrateur tout au long de l'aventure. Le groupe de power metal Sabaton leur rend hommage dans leur chanson Hellfighters.
La vision d'une Europe sans ségrégation raciale joue un rôle sur la volonté d'engager une réflexion sur les droits civiques des Afro-Américains. James Reese Europe et son orchestre sont aujourd'hui célèbres pour avoir introduit et popularisé le jazz en Europe,.
Parmi les membres de ce régiment figurent en outre Henry Johnson, Horace Pippin et les musiciens de jazz Noble Sissle et Eubie Blake.
Certains des soldats sont enterrés au African Cemetery No. 2.